# Saint-Aubin, Nord

Saint-Aubin este o comună în departamentul Nord, Franța. În 1 ianuarie 2022 avea o populație de 338 de locuitori.